# Cetejus gracilis
Cetejus gracilis là một loài bọ cánh cứng trong họ Passalidae. Loài này được Stoliczka miêu tả khoa học năm 1873.